# Ivan Archipovič Berseniev
Ivan Archipovič Berseniev (Ekaterinenbourg, 1762 – Parigi, 1789) è stato un incisore russo.

## Biografia
Ivan Archipovič Berseniev nacque a Ekaterinenbourg nel 1762.
Si avvicinò all'arte seguendo le lezioni di Guttenberg, di Radigues e di Berne a Parigi.
Sotto la direzione di Berne incise due lastre per la celebre Galerie d'Orléans. A contatto con l'ambiente aristocratico russo eseguì una celebre serie di ritratti fra i quali emersero quelli della principessa Ekaterina Nikolaevna Orlova e quello della baronessa Elizaveta Aleksandrovna Stroganova.
Questi ritratti in stile realistico ci mostrarono la società russa nella sua interezza e diversità: sovrani, poi aristocratici, studiosi e alti funzionari, in parte dimenticati, che troviamo anche nelle descrizioni delle opere letterarie di una sontuosa Russia imperiale, ma non priva di problemi.
Con le sue ultime incisioni Berseniev intese iniziare una serie di opere in cui esprimere liberamente il suo temperamento visionario e surrealista.
Ivan Archipovič Berseniev morì a Parigi nel 1789.